# Breakout character
Een breakout character is een personage in een film of televisieserie dat prominenter en populairder wordt dan oorspronkelijk was bedoeld of werd verwacht. Een voorbeeld is Arthur "Fonzie" Fonzarelli (The Fonz) uit de Amerikaanse sitcom Happy Days, die aanvankelijk slechts een bijrol had. Het personage krijgt vaak een cultstatus en levert een grote bijdrage aan de populariteit van een productie. Het fenomeen kan ook betrekking hebben op een personage uit een animatieserie, een strip of een roman. 

## Lijst vanbreakout characters
- Arthur "The Fonz" Fonzarelli (Henry Winkler) — Happy Days — een Italiaans-Amerikaanse tiener; een greaser en dus fan van rock-'n-roll; vooral bekend van zijn thumbs up, steeds gevolgd door Eyy!
- Bosco "Bad Attitude" Baracus (Mr. T) — The A-Team — door zijn mohawk, gouden sieraden en stijl van aanpak
- Alex P. Keaton (Michael J. Fox) — Family Ties
- Cosmo Kramer (Michael Richards) — Seinfeld — door zijn onbehouwen gedrag; in de sitcom staat Jerry Seinfeld centraal, maar Kramer werd populairder
- Spock (Leonard Nimoy) — Star Trek — James Tiberius Kirk was het centrale personage, maar Spock werd populairder onder fans
- Barney Stinson (Neil Patrick Harris) — How I Met Your Mother — door zijn kunsten als casanova of vrouwenverslinder of opmerkingen daaromtrent
- Sheldon Cooper (Jim Parsons) — The Big Bang Theory — door zijn syndroom van Asperger
- Chloe O'Brien (Mary Lynn Rajskub) — 24
- Blair Waldorf (Leighton Meester) — Gossip Girl
- Naomi Clark (AnnaLynne McCord) — 90210
- J.R. Ewing (Larry Hagman) — Dallas
- K-9 — Doctor Who
- Steve Harrington (Joe Keery) — Stranger Things
- Elijah Mikaelson (Daniel Gillies) — The Vampire Diaries
- Pinky and the Brain - Animaniacs
- Yogi Bear - The Huckleberry Hound Show
- Yoshi - Super Mario World
- Bugs Bunny (Mel Blanc) - Het konijn was niet een van de oorspronkelijke personages uit de Looney Tunes (1930-1969), maar werd enorm populair vanaf 1940
- Steve Urkel (Jaleel White) — Family Matters — eerst een bijrol, maar wegens populariteit werd de rol groter